# عملية حجر الأساس
عملية حجر الأساس هي سلسلة من التجارب النووية الأمريكية تتكون من 27 تجربة نووية أجريت بين عامي 1974-1975. سبقت هذه الاختبارات سلسلة عملية محور العجلة وتلتها سلسلة عملية السندان.